# 恩格爾貝格羅特施托克山
46°51′13.5″N 8°29′52.5″E / 46.853750°N 8.497917°E

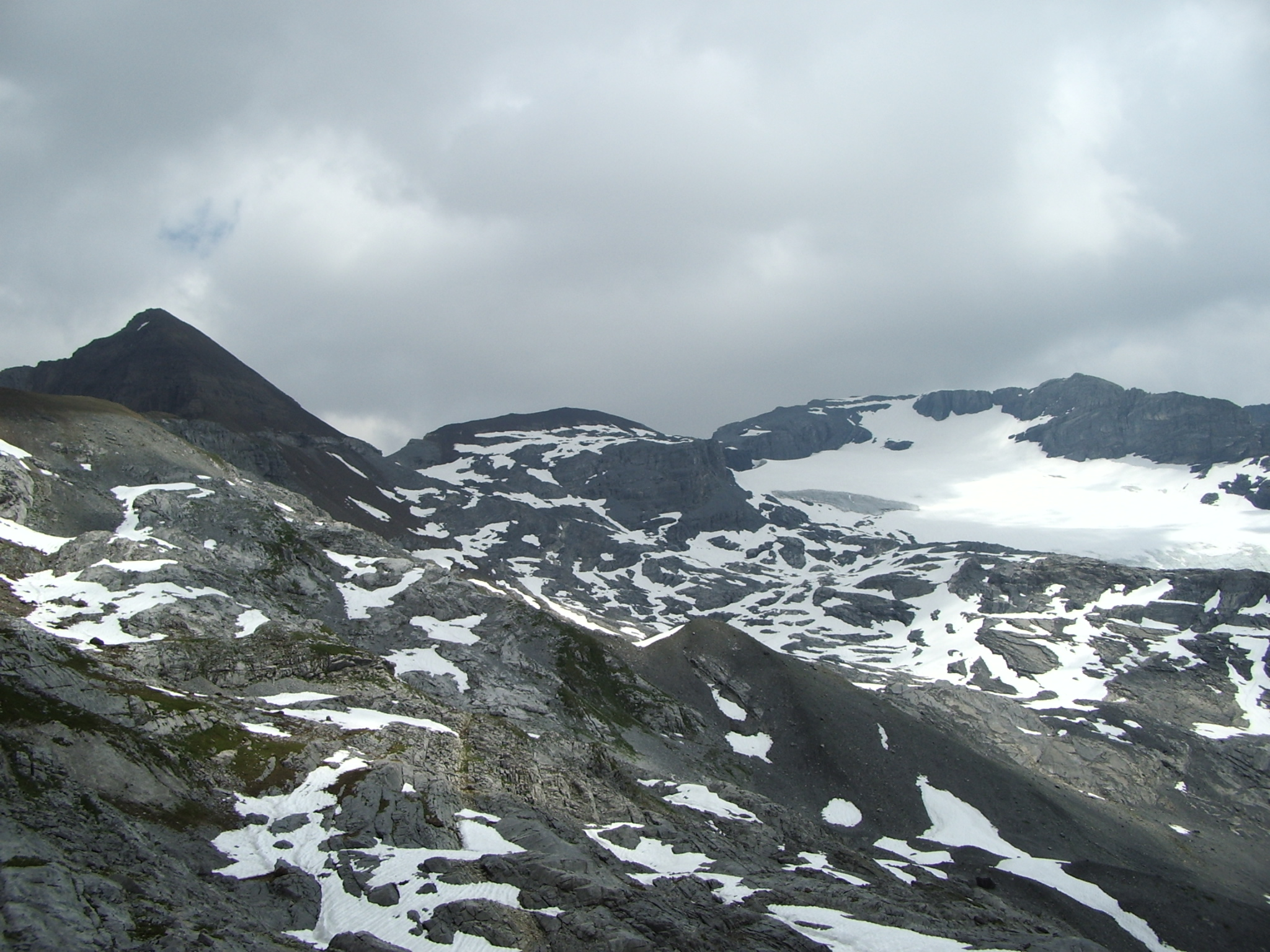

恩格爾貝格羅特施托克山（Engelberger Rotstock），是瑞士的山峰，位於該國南部，由烏里州負責管轄，屬於烏里山的一部分，海拔高度2,818米，每年平均降雨量2,385毫米。